# Filip Arabec
Filip Arabec ali Filip I. (latinsko Marcus Julius Philippus Augustus, arabsko فيليب العربى [Fejlejb al-Arab]), 34. cesar Rimskega cesarstva, ki je vladal od leta 244 do 249, * okoli 204, † 249.
Rojen je bil v Siriji v takratni provinci Arabiji, po kateri je dobil svoj vzdevek. Na oblast je prišel po smrti cesarja Gordijana III. in izpogajal mir s Sasanidskim cesarstvom. Med njegovim vladanjem je Rimsko cesarstvo proslavljalo tisočletnico svojega obstoja.
Med ranimi krščanskimi pisci je bil Filip na dobrem glasu zaradi naklonjenosti krščanski veri. Nekateri viri trdijo, da se je morda celo spreobrnil v krščanstvo. Če je to res, je bil prvi krščanski rimski cesar. Domneva se, da je v Antiohiji  poskušal skupaj s kristjani praznovati Veliko noč, vendar ga je škof Babila postavil med spokornike. Filip in njegova žena sta si dopisovala s krščanskim teologom  Origenom.
Filipa so po uporu njegovega naslednika Decija vrgli s prestola in ubili.

## Življenjepis

### Mladost
O Filipovi mladosti in zgodnji politični karieri je zelo malo znanega. Rojen je bil v sedanji Šerbi v Siriji, kakšnih 90 km jugovzhodno od Damaska, ki je takrat spadala v rimsko provinco Arabijo. Bil je sin Julija Marina, lokalnega rimskega državljana, ki je bil verjetno vplivna osebnost.
Ime Filipove matere ni znano, omenjajo pa brata Gaja Julija Priska, ki je bil pod Gordijanom III.  pripadnik njegove pretorijanske garde. Filip se je leta 234 poročil s hčerko rimskega guvernerja Marcijo Otacilijo Severino. Z njo je imel tri otroke, med njimi sina Marka Julja Filipa Severja, rojenega leta 238, ki je kasneje postal njegov cezar Filip II.. Hčerka Julija Severina je poznana samo s kovancev, ker je antični rimski pisni viri sploh ne omenjajo. Leta 247 se mu je rodil še sin Kvint Filip Sever.

### Prihod na prestol
Filipov sloves je začel rasti po posredovanju brata Priska. Velika prelomnica v njegovi karieri je bil pohod Gordijana III. proti sasanidskem cesarju Šapurju I., na katerem je leta 243 v nejasnih okoliščinah umrl prefekt pretorijanske garde Timesitej. Za novega prefekta je bil na Priskov predlog imenovan Filip. Glavni cilj Priskovega predloga je bil, da brata kot neuradna regenta dobita nadzor nad mladim cesarjem in s tem nad celim cesarstvom. Po vojaškem porazu s Perzijci  je Gordijan III. leta 244 umrl v okoliščinah, ki so še vedno predmet razprav. Nekateri viri trdijo, da je umrl v Filipovi zaroti, drugi, med njimi tudi perzijski, pa da je padel v bitki. Po Gordijanovi smrti je rimski prestol zasedel Filip. Edward Gibbon o tem piše: 
Njegov vzpon iz ozadja na položaj prvega moža cesarstva verjetno dokazuje, da je bil drzen in sposoben vodja.  Njegova drznost ga je spodbujala k vzponu na rimski prestol, zato je vse svoje sposobnosti uporabil za spodkopavanje in ne za služenje svojemu popustljivemu gospodarju.
Filip ni želel ponoviti napak prejšnjih kandidatov za rimski prestol, ker se je zavedal, da se mora čim prej vrniti v Rim, da njegov položaj potrdi rimski senat. Njegova prva naloga je bila kljub temu sklenitev miru s Šapurjem I. in umik vojske iz potencialno katastrofalnega položaja. Filipa so kasneje obtoževali, da je zapustil zasedeno ozemlje, v resnici pa sklenitev miru ni bila tako ponižujoča kot bi lahko bila. Obdržal je Osroeno in Mezopotamijo, ki jo je osvojil Timesitej, in moral priznati, da Armenija spada v perzijsko interesno področje. Poleg tega je moral plačati ogromno odškodnino 500.000 zlatih denarijev. Po sklenitvi miru je takoj izdal kovance, ki so razglašali sklenitev miru s Perzijci (pax Fundata cum Persis).
Vojsko je umaknil na Evfrat, južno od Circezija v južni Osroeni postavil spomenih v čast Gordijanu III. in njegov pepel poslal v Rim, kjer se je dogovoril za njegovo deifikacijo. V Antiohiji je pustil svojega brata Priska kot izrednega guvernerja vzhodnih provinc z naslovom  rektorja Vzhoda (rector Orientis). Na poti v Rim je svojemu svaku Severijanu podelil oblast v Meziji in Makedoniji. V Rim je prišel v pozno poleti 244, kjer ga je senat  potrdil za Avgusta. Pred koncem leta je za cezarja in naslednika imenoval svojega  mladoletnega sina Filipa, ženo Otacilijo Severino za avgusto, očeta Marina pa za boga, čeprav ni bil nikoli rimski cesar. V Rimu so poleg tega razglasili uradno zmago nad Perzijci in mu podelili častne naslove Parthicus Adiabenicus, Persicus Maximus in Parthicus Maximus.

### Vladanje
Filip je za utrditev svojega položaja  vložil veliko truda v ohranjanje dobrih odnosov s senatom in že na  začetku svojega vladanja potrdil stare rimske vrline in običaje. Na hitro je odobril obširen program gradenj v svojem rodnem  mestu, ga preimenoval v Filipopolis in mu podelil status mesta. Mesto je posejal s svojimi kipi in kipi svojih družinskih članov. Zaradi ustanovitve novega mesta, ogromnega davka, ki ga je dolgoval Perzijcem, in donacij za vojsko, ki mu je zagotavljala cesarski položaj, je Filipu obupno primanjkovalo denarja. Neusmiljeno je povišal davke in prenehal plačevati davke germanskim plemenom severno od Donave, ki so bili ključnega pomena za ohranjanje miru na mejah. Obe odločitvi sta imeli pomemben vpliv na cesarstvo in njegovo vladavino.
Leta 245 je bil prisiljen zapustiti Rim in oditi na vzhod, da bi utrdil Timesitejeve dosežke, katere so omajali njegova smrt, Gordijanov poraz in Filipova odločitev, da bo prenehal plačevati svoje obveznosti.  V Dakijo so vdrli Karpi, prečili Donavo in iz Mezije začeli ogrožati Balkan. Filip je postavil svoj sedež v Filipopolisu v Trakiji, potisnil Karpe čez Donavo nazaj v Dakijo in konec poletja 246 razglasil zmago nad njimi. Zanjo je dobil častni naslov Carpicus Maximus. Armenski Arsakidi so medtem prenehali priznavati nadoblast  perzijskega kralja Šapurja I. in leta 245 se je vnovič razvnela vojna s Perzijo.
Filip se je avgusta leta 247 kljub temu vrnil v Rim, kjer je potrošil ogromno denarja za najpomembnejši dogodek v njegovi vladavini -  Stoletne igre (Ludi Saeculares), ki so sovpadale s tisočo obletnico ustanovitve Rima. Aprila 245, se pravi aprila 1000 ab urbe condita, je imel čast voditi praznovanje ob tisočem rojstnem dnevu Rima, ki je bil po izročilu ustanovljen 21. aprila 753 pr. n. št.. Sodobne raziskave kažejo, da so bile proslave veličastne in so se dogajale po celem mestu. V koloseju so pripravili rimski triumf, ki je bil prvotno namenjene zmagi Gordijana III. nad Perzijci, v katerih je bilo ubitih več kot tisoč gladiatorjev in več sto eksotičnih živali, med njimi povodnimi konji, leopardi, levi, žirafe in en nosorog. Dogodek so ovekovečili tudi v knjižnih delih, med njimi s Tisočletno zgodovino Azina Kvadrata, ki je bila napisana posebej za ta dogodek. Filip je svojega sina povišal v socesarja.

### Padec
V provincah so se problemi prazničnemu vzdušju navkljub nadaljevali. Konec leta 248 so se v Panoniji in Meziji uprle legije, nezadovoljne z rezultati vojne proti Karpom, in za cesarja razglasile Tiberija Klavdija Pakatijana. Nastalo zmedo so izkoristili Kvadi in druga germanska plemena in preko meje vdrli v Panonijo. Istočasno so Goti prekoračili Donavo in napadli Mezijo in Trakijo in oblegali Marcianopolis. Napadi Gotov  so spodbudili Karpe, da so obnovili svoje napade na Dakijo in Mezijo. Medtem se je na vzhodu začela vstaja pod vodstvom Marka Jotapijana, ki je bila odgovor na kruto vladanje Filipovega brata Priska in prekomerno obdavčitev vzhodnih provinc. Pojavila sta se še dva druga uzurpatorja, Mark Silbanak in Sponzija, vendar njuna upora nista dosegla večjega uspeha.
Preobremenjen s številnimi vpadi in uzurpatorji je Filip ponudil svoj odstop, vendar senat njrgove ponudbe ni sprejel in ga podprl. Med zagovorniki je bil najbolj glasen Gaj Mesij Kvint Decij. Cesar je bil tako navdušen nad njegovo podporo, da ga je s posebnim ukazom imenoval za poveljnika vseh panonskih in mezijskih provinc. Ukaz je imel dvojen namen: zadušiti Pakatijanovo vstajo in preprečiti vdore barbarov.
Deciju je uspelo zatreti upor, nezadovoljstvo v legijah pa je kljub temu raslo. Spomladi leta 249 so ga donavske legije razglasile za cesarja in Decij se je nemudoma odpravil v Rim. Stanje v cesarstvu se je še pred njegovim odhodom močno poslabšalo. Finančne težave so Filipa prisilile, da je razvrednotil antoninijan, poleg tega pa se je v Egiptu začel upor, ki je ogrozil dobave žita Rimu. Oboje je še bolj spodkopalo Filipov položaj.
Decij se je poskušal spraviti s Filipom, vendar ga je Filipova vojska spoznala za uzurpatorja in se poleti 249 z njim spopadla pri Veroni. Decij je v bitki z lahkoto zmagal. Filip je bil septembra istega leta ubit, bodisi v boju ali pa so ga ubili njegovi vojaki, željni novega vladarja. Filipov enajstletni sin, ki je bil ubit morda skupaj z očetom, in brat Prisk sta brez sledu izginila.

### Primarni viri
- Avrelij Viktor, Epitome de Caesaribus.
- Ivan Zonara, Alexander Severus to Diocletian: 222–284, Compendium of History.
- Zosim, Historia Nova.

### Sekundarni viri
- P. Southern, The Roman Empire from Severus to Constantine, Routledge, 2001.
- D.S. Potter, The Roman Empire, Bay, AD 180-395, Routledge, 2004.
- A.K. Bowman, The Crisis of Empire, A.D. 193-337, The Cambridge Ancient History, Cambridge University Press, 2005.
- A. Canduci (2010). Triumph and Tragedy: The Rise and Fall of Rome's Immortal Emperors. Pier 9 Books. ISBN 978-1-74196-598-8.
- M.L. Meckler, Philip the Arab (244-249 A.D.), De Imperatoribus Romanis, 1999

| Vladarski nazivi                                              | Vladarski nazivi                                  | Vladarski nazivi                                                    |
| ------------------------------------------------------------- | ------------------------------------------------- | ------------------------------------------------------------------- |
| Predhodnik: Gordijan III.                                     | Cesar Rimskega cesarstva 244–249                  | Naslednik: Decij in Herenij Etrusk                                  |
| Politične funkcije                                            |                                                   |                                                                     |
| Predhodnik: Tiberij Polenij Armenij Peregrin, Fulvij Emilijan | Konzul Rimskega cesarstva 245 z Gaj Mezij Ticijan | Naslednik: Gaj Brutij Prezens, Gaj Alij Albin                       |
| Predhodnik: Gaj Brutij Prezens, Gaj Alij Albin                | Konzul Rimskega cesarstva 247–248 z Filip III.    | Naslednik: Lucij Fulvij Gavij Numizij Emilijan, Lucij Nevij Akvilin |